# Savo Klimovski

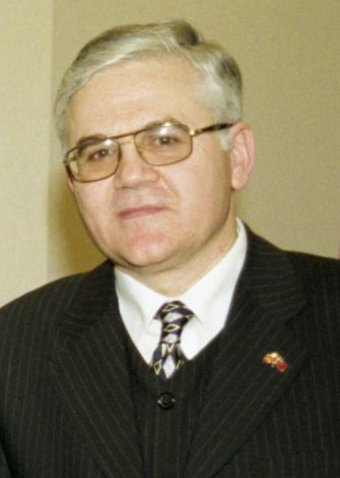
Savo Klimovski (1999)

Savo Klimovski (mazedonisch Саво Климовски; * 13. Juni 1947 in Skopje, Föderative Volksrepublik Jugoslawien) ist ein mazedonischer Rechtswissenschaftler und Professor an der Universität Skopje.

## Wissenschaftliche Laufbahn
Klimovski schloss sein Studium der Rechtswissenschaft an der Universität „St. Kyrill und Method“ von Skopje im Jahr 1970 ab und wurde 1971 zum Juniorprofessor (Assistant Professor) ernannt. 1978 promovierte er an der Universität Ljubljana. Zuerst lehrte Klimovski als Professor für Verfassungsrecht, politische Architektur und politische Philosophie. Seit Oktober 1992 war er  Dekan an der Rechtswissenschaftlichen Fakultät der Universität Skopje und von 1996 bis 1998 als Senatspräsident der Universität. In seiner wissenschaftlichen Laufbahn verlegte Klimovski Monographien, Schul- und Universitätsbücher und Beilagen zu zahlreichen Publikationen.

## Politische Laufbahn
Klimovski begann seine politische Laufbahn im Jahr 1986 als Mitglied der Regierung der SR Mazedonien, in der er bis zum 1991 verantwortlich für das Bildungs- und Kulturministerium war. Im Zeitraum von 1992 bis 2000 hatte er verschiedene Ämter im nordmazedonischen Parlament inne und wurde nach dem Sieg bei den Parlamentswahlen 1998 zum Parlamentspräsidenten gewählt. Im Verlauf dieser Präsidentschaft fungierte Klimovski laut der Verfassung von Mitte November bis Mitte Dezember 1999 als kommissarischer Präsident Mazedoniens, bis der neue gewählte Präsident Boris Trajkovski vereidigt worden war.